# Zdeněk Škrland
Zdeněk Škrland (Praga, 6 febbraio 1914 – Praga, 6 marzo 1996) è stato un canoista cecoslovacco.

## Palmarès

### Olimpiadi
- 1 medaglia:
  - 1 oro (Berlino 1936 nel C2 10000 metri)

### Mondiali
- 1 medaglia:
  - 1 bronzo (Vaxholm 1938 nel C2 1000 metri)